# Méthode de décodage
En théorie des codes, il existe plusieurs méthodes standards pour décoder des mots de code transmis sur un canal de communication avec bruit. Ce sont donc des techniques qui servent à effectuer l'opération inverse du codage de canal.
- Le décodage par vote majoritaire.

- Le décodage par observateur idéal.

- Le décodage par probabilité maximale.

- Le décodage par distance minimale.

- Le décodage par syndrome est une méthode de décodage très efficace pour un code linéaire sur un canal de communication avec bruit. En bref, le décodage par syndrome est un genre de décodage par distance minimale avec une consultation de tableau réduite, de par la linéarité du code.